# Srbské knížectví
Srbské knížectví (srbsky Кнежевина Србија, psáno v latince Kneževina Srbija) byl nejdříve autonomní a později nezávislý stát na Balkáně vzniklý z části Osmanské říše během Srbské revoluce v letech 1804–1825, mezinárodně uznané bylo v roce 1878 a zaniklo vyhlášením Srbského království v roce 1882.

## Historie
Po bitvě na Kosově poli v roce 1389, kdy bylo srbské vojsko značně oslabeno. Vytrvávající a po dlouhou dobu nerozhodný boj si vyžádal řadu obětí a podobně jako v případě Bitvy u Mohácse byl poslední překážkou pro Turky v postupu na sever. V následujících letech proto ztratilo Srbsko velkou část svého území a postupně se dostávalo pod nadvládu Osmanské říše. Hlavní město Smederevo bylo obsazeno Turky v červnu 1459, což znamenalo na téměř 350 let konec srbské nezávislosti.

### Vznik
V roce 1804 využil vnitřní krize Osmanské říše obchodník s dobytkem jménem Karađorđe Petrović (černý Jiří). Původně na jaro připravované povstání vypuklo pod jeho vedením již v únoru. Po řadě bojů vytvořil na území bývalého bělehradského pašalíku vládu nezávislou na sultánovi. Vzhledem k tomu, že Osmanská říše se potýkala s mnohem významnějšími domácími i zahraničními problémy (např. napoleonské války), nebyla s to proti srbským vzbouřencům zasáhnout. Ozbrojené povstání, jehož cílem bylo vybudovat stát na vládě v Cařihradu nezávislý, bylo proto úspěšné. Mělo po dlouhou dobu charakter otevřeného náboženského střetu mezi pravoslavným a muslimským obyvatelstvem dnešního Srbska (ještě na počátku 19. století byla nemalá část obyvatelstva dnešního Srbska muslimského vyznání).

### Průběh
Roku 1812 se Turkům podařilo Srbsko obsadit a Karađorđe uprchl do vyhnanství. Již následující rok však vypuklo další povstání, vedené jedním z vojenských velitelů prvního povstání Milošem Obrenovićem. Obrenović byl v řadě směrů mnohem schopnější, než Karađorđe. Se sultánem vyjednával o podmínkách uzavření příměří a budoucím postavení Srbska v řámci impéria. To tak bylo vyhlášeno autonomním knížectvím. Přestože byla tato autonomie zpočátku poměrně malá a omezená, postupně se především díky obratným tahům Miloše Obrenoviće začala rozšiřovat. Nakonec si Turci zachovali právo na nevelký roční poplatek a kontrolu nad 6 městy a 2 pevnostmi. V roce 1829 se tedy Srbské knížectví stalo autonomní částí Osmanské říše. O rok později získala vláda v Bělehradě pravomoci i v oblasti školství a daní.[zdroj?]
Ekonomický a společenský rozvoj státu byl velmi omezen a spočíval především na zahraniční pomoci dalších států (např. Ruska, či Rakouska). Většina obyvatelstva se živila chovem dobytka a jen postupně přecházela na klasické zemědělství. Počet obyvatel se v Srbsku velmi rychle zvyšoval; zatímco na začátku existence knížectví dosahoval téměř půl milionu, v roce 1841 dosahoval již 832 tisíc.
Srbské obyvatelstvo bylo negramotné a rozvoj školství byl v první polovině 19. století jen velmi pozvolný. V první dekádě vlády Miloše Obrenoviće se v celé zemi nacházelo jen šestnáct škol; učitelé z nich byli především původem z Rakouska a Uher. V roce 1808 byla v Bělehradě otevřena tzv. Velika škola a v roce 1835 v Kragujevaci první gymnázium.
V 30. letech si srbské knížectví prošlo několika vnitřními politickými krizemi. Zostřil se spor o moc mezi panovníkem a ostatními příslušníky srbské politické elity. Skupina tzv. ustavobranitelů se pokusila o omezení moci hlavy státu a přenesení řady pravomocí na jiné orgány (např. skupštinu). Přestože tak byla sepsána velmi moderní a pokroková ústava, inspirovaná podobnými dokumenty v západních zemích, nebyla nakonec knížetem Milošem přijata. Dlouhou dobu se tak diskutovalo o tom, jak má nová srbská ústava vypadat a jaké v ní má mít panovník postavení. Problém nakonec vyřešila osmanská vláda; v roce 1839 vydal sultán hatišerif, ve kterém se panovník musel podřídit tzv. radě (sovjetu) doživotně volených a pouze sultánovi odpovědných osob. Tento požadavek Miloš nechtěl akceptovat a tak se rozhodl abdikovat.
Po krátké vládě Milošova syna Michala Obrenoviće byl k moci povolán[zdroj?] syn zakladatele srbského státu Alexandr Karađorđević.

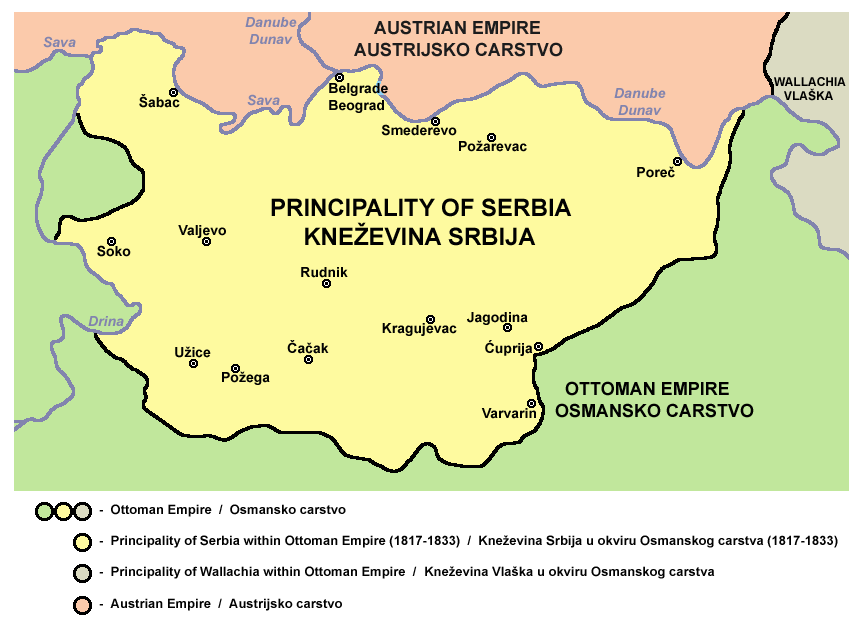
Srbsko roku 1817

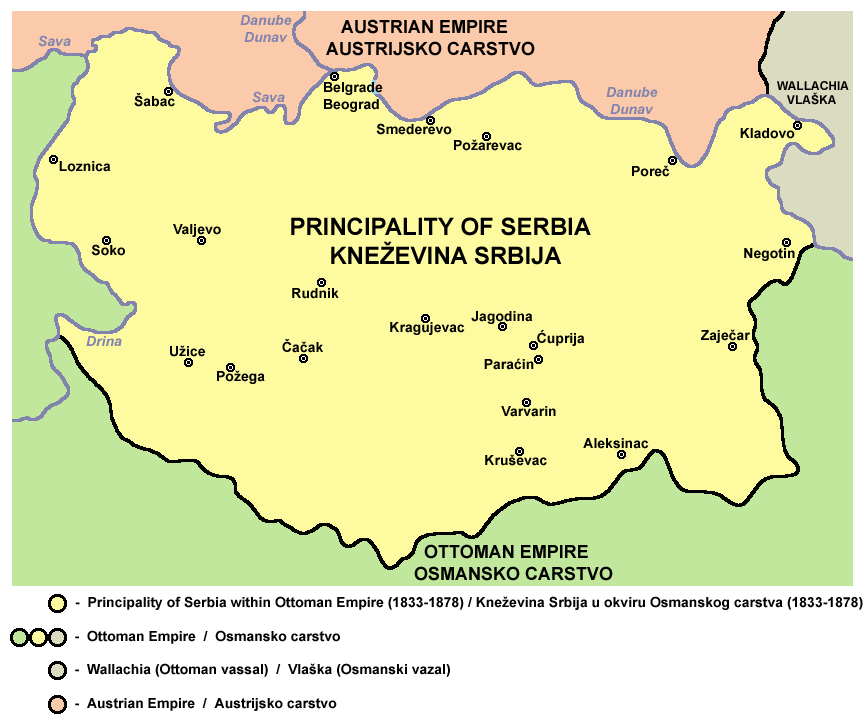
Srbsko roku 1833

Během revolučního roku 1848 nedošlo v Srbsku k žádným ozbrojeným střetům, incidentům, či politickým turbulencím. V zemi stále chyběla početná inteligence, která by měla jasný politický program a mohla představovat početnou opozici. Taková skupina se zformovala v jižních Uhrách, v oblasti dnešní Vojvodiny a spolupracovala s chorvatským národním hnutím. Uherská vláda přesto čas od času označovala Srbsko jako nebezpečnou oblast, ve které by se mohla zrodit panslavistická a protiuherská fronta. Kníže Alexandr se obával, že by rozšíření nepokojů na jih od uherských hranic mohlo ohrozit i jeho postavení, a proto vzbouřence v jižních Uhrách příliš nepodporoval.
Roku 1858 se Obrenovićové se vrátili na trůn. Téměř 80letý Miloš Obrenović zemřel roku 1860, jeho syn Michal při své druhé vládě roku 1867 dosáhl úplné nezávislosti na Turecku a rozšíření území Srbska směrem na jih. Do srbských rukou se tak dostal Niš, dnes třetí největší srbské město.
Druhá polovina 19. století bylo obdobím ekonomického i kulturního rozvoje země. Četná města v celém Srbsku (např. Valjevo, Bělehrad, Kragujevac, Kraljevo, Čačak) byla přestavěna a modernizována. Byly odstraněny staré turecké čtvrti, jejichž obyvatelstvo bylo většinou mnohonárodnostního složení (ze všech národů Osmanské říše). Ve městech se postupně vytvářela inteligence. Nastupující generace studovala mnohdy v zahraničí a měla tak k dispozici kvalitní vzdělání, které chybělo jejím předchůdcům. Tito lidé se uplatnili především ve státní správě, kde byla po odbornících veliká poptávka. Nahradili předchozí, mnohdy negramotnou či jen částečně gramotnou generaci. Většina z nich souhlasila s poměry v Srbsku, nebyli to však všichni. Určitá část srbské inteligence se během svého pobytu v zahraničí (především v Rusku) seznámila s idejemi radikálních demokratů a přijala radikálně-liberální či rovnou socialistické myšlenky.
Během Berlínského kongresu v roce 1878 bylo Srbské knížectví (stejně jako Černá Hora a Rumunsko) mezinárodně uznáno nezávislým státem. Jeho politické ambice však začaly sahat dál, na další oblasti, které mohlo Srbskou potenciálně získat. Přidělení Bosny a Hercegoviny Rakousko-Uhersku vyvolalo na srbské politické scéně bouřlivou reakci, která neměla daleko k vyhlášení války Rakousku.[zdroj?]

### Zánik
Po Michalovi Obrenovićovi nastoupil na trůn jeho synovec jako kníže Milan Obrenović II., který prohlásil roku 1882 Srbsko královstvím a byl korunován jako král Milan I.

## Vládci (knížata)
Dynastie Obrenovićů
- Miloš Obrenović (1815–1839) – první vláda
- Milan Obrenović (1839) – vládl pouze 26 dní než zemřel
- Michal Obrenović (1839–1842) – první vláda

Dynastie Karađorđevičů
- Alexandr Karađorđević (1842–1858) – syn Karađorđe Petroviće

Dynastie Obrenovićů
- Miloš Obrenović (1858–1860) – druhá vláda
- Michal Obrenović (1860–1868) – druhá vláda
- Milan I. Obrenović (1868–1882) – od roku 1882 Srbský král.